# Česko na Eurovision Song Contest 2023
Česko se zúčastnilo 67. ročníku hudební soutěže Eurovision Song Contest 2023 v anglickém Liverpoolu. Národní finále organizovala veřejnoprávní Česká televize. Reprezentantem země se 7. února 2023 stala skupina Vesna s písní „My Sister’s Crown“.
S touto písní skupina postoupila ze semifinále do finále, ve kterém se umístila na 10. místě z celkového počtu 26 zemí.

## Před Eurovizí
Interpreti měli možnost zaregistrovat své písně od 2. listopadu do 8. prosince 2022. Každý interpret mohl zaslat více písní, každá z nich ale nesměla být veřejně publikována před 1. zářím 2022. Podmínkou také bylo, že zpěvák (nebo hlavní zpěvák, pokud se jedná o skupinu) musí mít české občanství.
V termínu dorazilo více než 170 přihlášek, většina od českých skladatelů. Česká eurovizní delegace následně vybrala pětici, ze které diváci vybrali vítěze. Poprvé v historii českého národního kola byl finálový výběr vysílán živě, a to v pondělí 30. ledna 2023. Sledovat ho bylo možné v aplikaci České televize iVysílání nebo na YouTube kanálu Eurovision Song Contest. Hlasování probíhalo online přes mobilní aplikaci, přičemž větší váhu měly hlasy od zahraničních diváků (70 %), zbylých 30 % připadlo na hlasující z Česka. Hlasování bylo zahájeno po skončení přenosu a skončilo o půlnoci 6. února 2023, výsledky byly zveřejněny následující den. Přímý přenos v angličtině moderoval Adam Mišík.

### Finalisté
| Los | Umělec          | Skladba                | Skladatelé                                                 | Body  | Body  | Bodů celkem | Umístění |
| Los | Umělec          | Skladba                | Skladatelé                                                 | Česko | Svět  | Bodů celkem | Umístění |
| --- | --------------- | ---------------------- | ---------------------------------------------------------- | ----- | ----- | ----------- | -------- |
| 1   | Maella          | „Flood“                | Michaela Charvátová                                        | 95    | 504   | 599         | 5        |
| 2   | Pam Rabbit      | „Ghosting“             | Filip Vlček, Pamela Narimanian                             | 1 417 | 2 799 | 4 217       | 2        |
| 3   | Markéta Irglová | „Happy“                | Markéta Irglová                                            | 184   | 825   | 1 009       | 4        |
| 4   | Vesna           | „My Sister’s Crown“    | Patricie Kaňok Fuxová, Tanita Yankova, Kateryna Vatchenko  | 3 501 | 7 083 | 10 584      | 1        |
| 5   | RODAN           | „Introvert Party Club“ | Rodan Tuka, Jan Vávra, Joe Dolman, Jeppe Engelbrecht Appel | 501   | 1 494 | 1 995       | 3        |

## Eurovize
Na základě pravidel se všechny země vyjma pořadatele a států tzv. „Velké pětky“ musí do finále kvalifikovat skrze jedno ze dvou semifinálových kol – z každého postupuje 10 zemí. 31. ledna 2023 bylo losem rozhodnuto, že Česko vystoupí 9. května 2023 ve druhé polovině prvního semifinále.
Poté, co byly zveřejněny všechny soutěžní písně, rozhodli producenti o finálním pořadí vystupujících na základě toho, aby podobné písně nenásledovaly po sobě. Česku byla přiřazena 13. pozice před Nizozemskem a po Ázerbájdžánu.

### Body pro Česko
| Skóre   | Diváci                                            |
| ------- | ------------------------------------------------- |
| 12 bodů | Finsko                                            |
| 10 bodů |                                                   |
| 8 bodů  | Chorvatsko • Izrael • Itálie • Srbsko             |
| 7 bodů  | Německo • Norsko • Švédsko                        |
| 6 bodů  | Nizozemsko • Portugalsko                          |
| 5 bodů  | Ázerbájdžán • Lotyšsko • Moldavsko • Zbytek světa |
| 4 body  | Francie • Švýcarsko                               |
| 3 body  | Irsko                                             |
| 2 body  | Malta                                             |
| 1 bod   |                                                   |

| Skóre   | Diváci                                      | Porota                          |
| ------- | ------------------------------------------- | ------------------------------- |
| 12 bodů |                                             | Švýcarsko                       |
| 10 bodů | Finsko                                      |                                 |
| 8 bodů  |                                             | Finsko • Nizozemsko             |
| 7 bodů  |                                             | Itálie • Portugalsko • Ukrajina |
| 6 bodů  |                                             | Island • Slovinsko              |
| 5 bodů  |                                             | Rakousko • Německo              |
| 4 body  | Srbsko                                      | Francie • Izrael • Norsko       |
| 3 body  | Ázerbájdžán • Chorvatsko • Polsko • Švédsko | Belgie • Irsko • Švédsko        |
| 2 body  | Izrael • Itálie • Ukrajina                  |                                 |
| 1 bod   | Řecko • Lotyšsko • Moldavsko                | Kypr • Srbsko                   |

### Body udělené Českem
| Skóre   | Diváci      |
| ------- | ----------- |
| 12 bodů | Izrael      |
| 10 bodů | Norsko      |
| 8 bodů  | Finsko      |
| 7 bodů  | Moldavsko   |
| 6 bodů  | Švédsko     |
| 5 bodů  | Švýcarsko   |
| 4 body  | Chorvatsko  |
| 3 body  | Srbsko      |
| 2 body  | Portugalsko |
| 1 bod   | Lotyšsko    |

| Skóre   | Diváci     | Porota    |
| ------- | ---------- | --------- |
| 12 bodů | Ukrajina   | Ukrajina  |
| 10 bodů | Finsko     | Švédsko   |
| 8 bodů  | Izrael     | Arménie   |
| 7 bodů  | Norsko     | Austrálie |
| 6 bodů  | Švédsko    | Slovinsko |
| 5 bodů  | Moldavsko  | Finsko    |
| 4 body  | Chorvatsko | Itálie    |
| 3 body  | Slovinsko  | Španělsko |
| 2 body  | Arménie    | Estonsko  |
| 1 bod   | Itálie     | Německo   |

### Detailní výsledky
Českou porotu tvořili následující členové:
- Lukáš Chromek
- Miloš Dvořáček
- Annamária d'Almeida
- Elizabeth Kopecká
- Kateřina Králová

| Pořadí | Země               | Porota    | Porota    | Porota    | Porota    | Porota    | Porota | Porota | Diváci | Diváci |
| Pořadí | Země               | Porotce 1 | Porotce 2 | Porotce 3 | Porotce 4 | Porotce 5 | Pořadí | Body   | Pořadí | Body   |
| ------ | ------------------ | --------- | --------- | --------- | --------- | --------- | ------ | ------ | ------ | ------ |
| 1.     | Rakousko           | 14        | 15        | 24        | 12        | 4         | 12     |        | 13     |        |
| 2.     | Portugalsko        | 16        | 12        | 14        | 17        | 16        | 20     |        | 24     |        |
| 3.     | Švýcarsko          | 18        | 9         | 10        | 16        | 14        | 16     |        | 14     |        |
| 4.     | Polsko             | 25        | 21        | 8         | 10        | 20        | 19     |        | 11     |        |
| 5.     | Srbsko             | 17        | 20        | 19        | 22        | 23        | 22     |        | 16     |        |
| 6.     | Francie            | 20        | 16        | 25        | 23        | 22        | 23     |        | 15     |        |
| 7.     | Kypr               | 10        | 11        | 6         | 13        | 25        | 14     |        | 18     |        |
| 8.     | Španělsko          | 5         | 8         | 22        | 6         | 10        | 8      | 3      | 23     |        |
| 9.     | Švédsko            | 1         | 2         | 2         | 11        | 5         | 2      | 10     | 5      | 6      |
| 10.    | Albánie            | 4         | 19        | 21        | 14        | 11        | 13     |        | 21     |        |
| 11.    | Itálie             | 22        | 4         | 4         | 7         | 21        | 7      | 4      | 10     | 1      |
| 12.    | Estonsko           | 7         | 13        | 16        | 5         | 12        | 9      | 2      | 17     |        |
| 13.    | Finsko             | 24        | 25        | 3         | 3         | 6         | 6      | 5      | 2      | 10     |
| 14.    | Česko              |           |           |           |           |           |        |        |        |        |
| 15.    | Austrálie          | 2         | 5         | 5         | 21        | 3         | 4      | 7      | 22     |        |
| 16.    | Belgie             | 12        | 14        | 9         | 19        | 15        | 18     |        | 20     |        |
| 17.    | Arménie            | 3         | 3         | 11        | 4         | 1         | 3      | 8      | 9      | 2      |
| 18.    | Moldavsko          | 19        | 18        | 24        | 24        | 24        | 25     |        | 6      | 5      |
| 19.    | Ukrajina           | 8         | 1         | 1         | 1         | 7         | 1      | 12     | 1      | 12     |
| 20.    | Norsko             | 21        | 17        | 13        | 20        | 17        | 21     |        | 4      | 7      |
| 21.    | Německo            | 15        | 24        | 12        | 25        | 2         | 10     | 1      | 12     |        |
| 22.    | Litva              | 6         | 10        | 15        | 15        | 13        | 15     |        | 19     |        |
| 23.    | Izrael             | 11        | 6         | 17        | 9         | 9         | 11     |        | 3      | 8      |
| 24.    | Slovinsko          | 13        | 7         | 7         | 2         | 8         | 5      | 6      | 8      | 3      |
| 25.    | Chorvatsko         | 9         | 23        | 18        | 8         | 19        | 17     |        | 7      | 4      |
| 26.    | Spojené království | 23        | 22        | 23        | 18        | 18        | 24     |        | 25     |        |